# (43751) Asam
(43751) Asam es un asteroide perteneciente al cinturón de asteroides, región del sistema solar que se encuentra entre las órbitas de Marte y Júpiter, descubierto el 19 de octubre de 1982 por Freimut Börngen desde el Observatorio Karl Schwarzschild, en Tautenburg, Alemania.

## Designación y nombre
Designado provisionalmente como 1982 UD4. Llamado así por la familia artística bávara Asam, formada por el padre Hans Georg Asam (1649-1711) y los hijos Cosmas Damian Asam (1686-1739) y Egid Quirin Asam (1692-1750), ejerció una fuerte influencia en la arquitectura y la escultura del Barroco tardío y del Rococó temprano en el sur de Alemania. Los Asam trabajaron principalmente como pintores de frescos, escultores de estuco y arquitectos.

## Características orbitales
Asam está situado a una distancia media del Sol de 2,540 ua, pudiendo alejarse hasta 1,945 ua y acercarse hasta 3,136 ua. Su excentricidad es 0,235 y la inclinación orbital 1,974 grados. Emplea 1478,95 días en completar una órbita alrededor del Sol.

## Características físicas
La magnitud absoluta de Asam es 14,92. 